# Международная федерация аэрофилателистических обществ
Междунаро́дная федера́ция аэрофилателисти́ческих о́бществ (сокращённо — ФИСА; от фр. Fédération Internationale des Sociétés Aérophilatéliques, или FISA) — международное объединение аэрофилателистических обществ и клубов. Юридическим местом нахождения федерации является Берн (Швейцария).

## История
Международная федерация аэрофилателистических обществ была основана в 1951 году, но практическую деятельность начала с 1960 года.

## Задачи и цели
ФИСА представляет и пропагандирует среди коллекционеров-филателистов аэрофилателию и астрофилателию. Целью ФИСА является содействие развитию аэрофилателии, налаживание и поддержание контактов с почтовыми администрациями, Всемирным почтовым союзом, авиакомпаниями, Международной организацией гражданской авиации и Международной федерацией филателии.

## Организационная структура
Ежегодно Международная федерация аэрофилателистических обществ проводит съезд, как правило, приурочивая его к какой-нибудь крупной национальной или международной филателистической выставке. Члены федерации избирают на два года президиум, в состав которого входит президент, вице-президент, генеральный секретарь и не менее шести членов. Местом нахождения президиума считается место проживания генерального секретаря.
В федерации состоят 30 обществ (по состоянию на 2008 год).

## Публикации
Федерацией издаётся филателистический информационный бюллетень «F. I. S. A. Bulletin», доступный также в онлайновом режиме.